# Laboratoire d'électronique, systèmes de communication et microsystèmes

Bâtiment Copernic de l’université Paris-Est Marne-la-Vallée.

Le Laboratoire d'électronique, systèmes de communication et microsystèmes (ESYCOM), est un laboratoire de recherche français qui regroupe des enseignants-chercheurs et des chercheurs de quatre établissements : CNAM, ESIEE Paris, Université Gustave-Eiffel et CNRS. 

## Statut et localisation
Le laboratoire d'électronique, systèmes de communication et microsystèmes est appelé couramment ESYCOM, sigle basé sur les premières lettres de sa dénomination.  
L’ESYCOM (UMR 9007) est une unité qui regroupe des enseignants-chercheurs et des chercheurs de trois établissements de tutelle.  

### Tutelles
- Université Gustave Eiffel
- Conservatoire national des arts et métiers (CNAM) Paris-centre[2]
- Centre national de la recherche scientifique (CNRS).

### Localisation
L'ESYCOM, organisme de l’université Gustave Eiffel est situé géographiquement dans le bâtiment Copernic, sur le campus Descartes de la Cité Descartes, à Champs-sur-Marne en France (accès par la station Noisy-Champs du RER A ou via l'autoroute A4, sortie cité Descartes).  

### Directeurs
- Christian Rumelhard (2002-2005)
- Odile Picon (2006-2014)[3], [4]
- Jean-Marc Laheurte (1er janvier 2015)[1]
- Philippe Basset

### Effectifs
- 2 professeurs émérites/associés
- 25 enseignants-chercheurs
- 11 ingénieurs et techniciens
- 1 secrétaire administrative
- 6 ATER et post-doctorant
- 30 doctorants

## Historique
- En 1994, des enseignants-chercheurs de l'université de Marne-la-Vallée, d'une antenne du CNAM de Marne-la-vallée et de l’ESIEE Paris, qui ont des activités proches dans le domaine des hyperfréquences et de l’optoélectronique appliquées aux systèmes de communications, se regroupent pour créer un DEA intitulé Systèmes de communications hautes fréquences[5].
- En 1996, ils se fédèrent dans un pole d’électronique hautes fréquences, constituant une première ébauche de laboratoire dans le domaine des hyperfréquences, de l’optoélectronique et des systèmes de communications[5].
- En 2000, la structure est reconnue comme EA 2552 sous le nom d’Équipe des systèmes de communications avec pour sigle ESYCOM[5].
- En 2003, l’équipe MEMS de l’ESIEE Paris, devenue équipe CMM, rejoint l'ESYCOM qui devient le Laboratoire électronique, systèmes de communications et microsystèmes[5].

## Les équipes de recherche
L'ESYCOM comporte 3 équipes de recherche :
- L'équipe Systèmes de communication (SyC)  effectue des recherches d'une part sur les applications filaires à ultra haut débit sur lien optique, et d'autre part sur les applications sans fil[4].
- L'équipe Capteurs et microsystèmes de mesure (CMM) effectue des recherches sur les microsystèmes d'analyse de l'environnement (air, eau et fluides complexes), les capteurs pour la santé et interfaces avec le vivant, la micro-instrumentation optique, la récupération d'énergie et matériaux micro et nanostructurés[4].
- L'équipe Électromagnétisme, applications et mesures (EAM) effectue des recherches sur les méthodes d'études et d'analyse en électromagnétisme, sur la modélisation de la propagation radio et  sur la conception des antennes et systèmes antennaires.

L'Esycom participe à la European School of Antennas (ESOa) depuis sa création en 2005. Cette école, financée par l'union européenne, organise des stages et échanges de niveau universitaire à l'attention de doctorants et d'ingénieurs européens, .
Il est un des partenaires de Spinnaker, projet de recherche sur les systèmes RFID.

## Les formations associées
L'ESYCOM participe à des formations de niveau Master dont certaines dépendent de l'université de Paris-Est Marne-la-Vallée, d'autres du CNAM Paris, . 
Le Master électronique, énergie électrique et automatique (EEA) regroupe différentes spécialités comme le Master techniques et technologies de télécommunications (TTT), le Master systèmes de communications hautes fréquences (SCHF), les  Microtechnologies pour les télécommunications et les capteurs (MTC). 
Les équipes de l'ESYCOM participent aussi à la formation de doctorants au sein de l'école doctorale de l'université de Paris-Est Marne-la-Vallée. Le laboratoire est rattaché à deux écoles doctorales de l'université Paris-Est : l'école doctorale Mathématiques et Sciences et Technologies de l'information et de la communication (MSTIC) et l'école doctorale Sciences, Ingénierie et Environnement (SIE).